# Romaria (Brazilië)
Romaria is een gemeente in de Braziliaanse deelstaat Minas Gerais. De gemeente telt 4.094 inwoners (schatting 2009).

## Aangrenzende gemeenten
De gemeente grenst aan Estrela do Sul, Iraí de Minas en Monte Carmelo.